# Padre Ibiapina
José Antônio de Maria Ibiapina, nascido José Antônio Pereira, (Sobral, 5 de agosto de 1806 — Solânea, 19 de fevereiro de 1883) foi um padre católico, político, jurista e professor brasileiro, que por suas obras de caridade ficou conhecido pelo epíteto de "Apóstolo do Nordeste". No dia 31 de março de 2025, o Papa Francisco reconheceu-o como venerável.

## Biografia
José Antônio Pereira nasceu em Sobral, na época pertencente ao Brasil Colônia — que se tornaria o Império do Brasil apenas em 1815 — em 5 de agosto de 1806.
Homem culto, filho de Francisco Miguel Pereira e Teresa Maria de Jesus, formou-se em Direito na primeira turma da Academia de Olinda em 1832, tendo ocupado cargos na magistratura e na Câmara dos Deputados.  
Após se formar em ciências jurídicas na cidade de Olinda, foi imediatamente indicado para lecionar a disciplina de Direito Natural naquela mesma instituição em março de 1833. Foi professor de diversas personalidades políticas e jurídicas como João Maurício Wanderley (Barão de Cotegipe), Zacarias de Goes e Vasconcellos, Álvaro Tibério de Moncorvo Lima e Miguel Fernandes Vieira. No mesmo ano, foi nomeado juiz de direito da Vila de Campo Maior (Ceará) e eleito o deputado mais votado da Província do Ceará para a 3ª legislatura da Câmara dos Deputados (1834-1837). 
Decepcionado, abandonou a vida civil para seguir o catolicismo. Aos 47 anos, iniciou uma obra missionária, percorrendo a região Nordeste em missões evangelizadoras, erguendo inúmeras casas de caridade, igrejas, capelas, cemitérios, cacimbas d'água, açudes. Ensinou técnicas agrícolas aos sertanejos, atuação que inspirou no Nordeste o Padre Cícero e Antônio Conselheiro, e defendeu os direitos dos trabalhadores rurais. 
O zelo apostólico do Padre José Antônio de Maria Ibiapina, no percurso do século XIX, no interior do Nordeste brasileiro, deixou marcas significativas, não apenas na organização posterior da Igreja, mas, sobretudo, na vida das pequenas comunidades desta região.  
Nertan Macedo, jornalista-pesquisador sério da história sertaneja cearense, afirma que Conselheiro, possivelmente teve oportunidade de participar das pregações do Padre Ibiapina na região de Ipu, Ceará, quando ali morou e que certamente teve forte influência deste missionário. Para reforçar sua tese afirma que o tratamento de "meu Pai" e a saudação "Louvado seja  N. S. Jesus Cristo" adotada por Conselheiro e seus seguidores, foram copiadas da prática ibiapiniana.
Parece não haver dúvidas de que já naqueles tempos idos, Ibiapina adotava práticas precursoras da opção pelos pobres feita pela Igreja Católica a partir do Concílio Vaticano II, que posteriormente, viriam a dar origem à contemporânea Teologia da Libertação.. Essa ideia é defendida por Pinto Júnior SJ, em artigo publicado no periódico Perspectiva Teológica, ano XXXIV, nº 93.
Ainda nesse artigo, o autor defende a tese de que o Conselheiro e Padre Cícero foram influenciados pelo estilo de vida de Ibiapina e que de alguma forma adotaram seu modo de pregar e agir e que, também como Ibiapina, sofreram pressões da Igreja Católica por seus modos, até certo ponto independentes, de pregarem e vivenciarem a religiosidade cristã.